# Потапов, Александр Захарович
Александр Захарович Потапов (5 мая 1921, Лысогорская, Терская губерния — 29 марта 1980, Днепропетровск) — советский военный. Участник Великой Отечественной войны. Герой Советского Союза (1944). Гвардии полковник.

## Биография
Александр Захарович Потапов родился 5 мая 1921 года в станице Лысогорская Георгиевского уезда Терской губернии РСФСР (ныне станица Георгиевского района Ставропольского края Российской Федерации) в крестьянской семье. Русский. Родом из терских казаков. Образование среднее профессиональное.
В ряды Рабоче-крестьянской Красной Армии А. З. Потапов был призван Георгиевским районным военкоматом Орджоникидзевского края в январе 1940 года. В 1941 году окончил Орджоникидзевское военное пехотное училище. В боях с немецко-фашистскими захватчиками лейтенант А. З. Потапов с 15 февраля 1942 года в должности командира взвода 836-го стрелкового полка 240-й стрелковой дивизии 3-й армии Брянского фронта. Боевое крещение принял в боях у хутора Красный, затем участвовал в наступательных боях под Мценском. В апреле 1942 года был ранен и эвакуирован в госпиталь. После возвращения в свою часть получил звание старшего лейтенанта и был назначен на должность начальника штаба 1-го стрелкового батальона. Летом-осенью 1942 года Александр Захарович участвовал в боях за город Воронеж во время крупномасштабного немецкого наступления. 836-й полк 240-й стрелковой дивизии удерживал позиции на правом берегу Дона северо-западнее города. После формирования Воронежского фронта в июле 1942 года 240-я стрелковая дивизия была передана в состав его 38-й армии. Старший лейтенант Потапов отличился в бою за село Ольховатка 17 сентября 1942 года. Немцы, стремясь во что бы то ни стало отбросить советские подразделения за Дон, предпринимали яростные атаки на позиции 1-го стрелкового батальона 836-го полка. В бою погиб командир батальона, и Александр Захарович принял командование батальоном на себя. Действуя смело и решительно, он отразил все атаки численно превосходящего противника. В критический момент боя, когда группа немецких автоматчиков стала обходить позиции батальона с фланга, он с несколькими бойцами перешёл в контратаку и отбросил врага на исходные позиции. В бою старший лейтенант А. З. Потапов лично уничтожил 20 немецких солдат и ещё 10 взял в плен. За проявленные мужество и отвагу Александр Захарович был награждён орденом Красного Знамени, произведён в капитаны и переведён на должность заместителя командира 2-го стрелкового батальона.
До января 1943 года 240-я стрелковая дивизия удерживала позиции на правом берегу Дона. 24 января 1943 года она перешла в наступление в ходе Воронежско-Касторненской операции. Участвовала в окружении крупной группировки немецких и венгерских войск в районе Касторного. После прорыва остатков 2-й армии вермахта из котла, подразделения дивизии осуществляли их преследование. 31 января 1943 года 2-й стрелковый батальон 836-го стрелкового полка настиг арьергард противника в районе совхоза Труд. Смелым манёвром капитан Потапов с 8 бойцами обошёл позиции немцев с фланга. В ходе скоротечного боя 11 немецких солдат было убито, ещё 50 военнослужащих вермахта были взяты в плен. В начале февраля 1943 года подразделения 38-й армии включились в операцию «Звезда», проводимую в рамках Харьковской наступательной операции. 3 февраля 1943 года Александр Захарович участвовал в освобождении городка Тим, районного центра Курской области. 19 февраля 1943 года капитан А. З. Потапов с 5-й стрелковой ротой батальона первым ворвался в село Субботино Солнцевского района Курской области и очистил его от противника. В бою лично уничтожил семь немецких солдат и ещё двоих взял в плен. В ходе дальнейшего наступления части 240-й стрелковой дивизии вышли на подступы к городу Сумы. 26 февраля 1943 года Александр Захарович был тяжело ранен и эвакуирован в госпиталь.
После излечения капитан А. З. Потапов вернулся на Воронежский фронт и 10 апреля 1943 года получил назначение на должность командира 3-го стрелкового батальона 86-го стрелкового полка 180-й стрелковой дивизии 38-й армии. До начала советского контрнаступления на Курской дуге дивизия вела оборонительные бои на реке Псёл в Лебединском районе Сумской области. С началом Белгородско-Харьковской операции подразделения дивизии форсировали Псёл южнее города Сумы. 3-й стрелковый батальон 86-го стрелкового полка под командованием капитана Потапова осуществил переправу у деревни Горки. Противник оказывал ожесточённое сопротивление. Все подступы к деревне простреливались. Оценив обстановку, Александр Захарович с одной ротой вышел противнику в тыл и стремительной атакой выбил немцев из опорного пункта. Развивая наступление, батальон занял деревню Пристайлово, где был контратакован превосходящими силами противника. Стремясь вернуть утраченные позиции, немцы несколько раз атаковали позиции батальона при поддержке нескольких танков и самоходных артиллерийских установок, но батальон Потапова отразил натиск врага. В бою неприятель потерял до 30 солдат убитыми.
После разгрома немецко-фашистских войск в Курской битве, капитан А. З. Потапов принимал участие в освобождении Левобережной Украины (Сумско-Прилукская операция), боях на Лютежском плацдарме, освобождении Киева. После отражения немецкого контрудара под Киевом, войска 1-го Украинского фронта начали Житомирско-Бердичевскую операцию. 29 декабря 1943 года 3-й стрелковый батальон капитана А. З. Потапова вышел к сильно укреплённому узлу немецкой обороны в селе Тростинская Новоселица. Батальон попал под яростный артиллерийско-миномётный и ружейно-пулемётный огонь противника, но проявив исключительное мужество и стойкость, за счёт хорошей организации боя, правильной расстановки имеющихся огневых средств и умелого маневрирования на местности прорвал вражескую линию обороны и освободил село. Успех батальона Потапова сделал возможным его выход в тыл укреплённого района, обустроенного немцами на реке Протока в селе Лосятин. Совершив стремительный бросок, капитан Потапов со своими бойцами вышел к восточной окраине села и неожиданным ударом с тыла опрокинул вражескую оборону.
В январе 1944 года 180-я стрелковая дивизия была передана в состав 27-й армии и приняла участие в Корсунь-Шевченковской операции. 31 января подразделения дивизии, встретившись с частями 5-го гвардейского кавалерийского корпуса в районе села Ольшана, сомкнули внутреннее кольцо окружения вокруг вражеской группировки численностью 59000 человек. Батальон капитана А. З. Потапова занял позиции у села Квитки Киевской (ныне Черкасской) области Украинской ССР. Стремясь вырваться из окружения, противник предпринимал по 4-5 контратак в день, но батальон Потапова стойко удерживал занимаемые рубежи. Все попытки немцев вырваться из котла на его участке были пресечены. Немецкие потери в этих боях составили до 240 человек убитыми. В последующих боях по ликвидации окружённой группировки вермахта 3-й стрелковый батальон капитана А. З. Потапова уничтожил до 500 солдат и офицеров неприятеля и ещё 700 были взяты в плен. После завершения Корсунь-Шевченковской операции 27-я армия была подчинена 2-му Украинскому фронту.
5 марта 1944 года войска 2-го Украинского фронта начали Уманско-Ботошанскую операцию. Несмотря на яростное сопротивление противника, батальон капитана А. З. Потапова прорвал вражескую оборону у села Чижовка Звенигородского района и, выйдя в тыл обороняющегося противника, ворвался в село, обратив вражеский гарнизон в паническое бегство. Продолжая стремительно наступление в авангарде своего полка, Потапов со своими бойцами прорвал немецкую оборону северо-западнее Умани и перерезал железнодорожную ветку Умань-Христиновка, создав угрозу окружения противника. Оборонявшие этот район немецкие части вынуждены были начать поспешное отступление, бросив более 100 автомашин, большое количество танков и артиллерии и другое военное имущество. 10 марта 1944 года 3-й стрелковый батальон 86-го стрелкового полка вышел к реке Удыч у села Пологи Тепликовского района Винницкой области, где были контратакован превосходящими силами неприятеля. Немцы бросили в бой до 500 человек пехоты при поддержке 4 танков и 3 САУ, но бойцы Потапова нанесли противнику тяжёлое поражение. Потеряв около 170 человек убитыми и 1 танк, немцы начали стремительное отступление. Преследуя противника, капитан А. З. Потапов со своим батальоном вышел к Южному Бугу. Не давая немцам закрепиться на новых позициях он буквально на их плечах в ночь с 12 на 13 марта 1944 года форсировал водный рубеж. 18 марта 1944 года 3-й стрелковый батальон 86-го стрелкового полка под командованием капитана А. З. Потапова под яростным огнём противника форсировал Днестр и захватил плацдарм на правом берегу реки. Несмотря на все усилия немцев, батальон Потапова удержал занятый рубеж до подхода основных сил. 26 марта 1944 года, перейдя в наступление с днестровских плацдармов, войска 27-й армии 2-го Украинского фронта вышли на государственную границу СССР на реке Прут севернее города Унгены, в ночь на 28 марта 1944 года форсировали реку и вступили на территорию Румынии, где перешли к тактической обороне севернее Ясс. Летом 1944 года А. З. Потапов принимал участие в Ясско-Кишинёвской операции. За образцовое выполнение боевых заданий командования на фронте борьбы с немецкими захватчиками и проявленные при этом отвагу и геройство указом Президиума Верховного Совета СССР от 13 сентября 1944 года капитану Потапову Александру Захаровичу было присвоено звание Героя Советского Союза.
После окончания Великой Отечественной войны летом 1945 года А. З. Потапов был направлен на учёбу в Военную академию имени М. В. Фрунзе. После её окончания в 1948 году Александр Захарович служил на командных должностях в строевых частях Советской армии. Затем занимал должность военкома города Днепропетровска. С 1972 года полковник А. З. Потапов в запасе. Жил в Днепропетровске. Работал начальником отдела кадров на одном из заводов города. 29 марта 1980 года Александр Захарович скончался. Похоронен в Днепропетровске на Сурско-Литовском кладбище.

## Награды
- Медаль «Золотая Звезда» (13.09.1944);
- орден Ленина (13.09.1944);
- орден Красного Знамени (13.11.1942);
- орден Александра Невского (24.03.1944);
- орден Отечественной войны 2-й степени (24.10.1943);
- два ордена Красной Звезды (22.03.1943; 30.12.1956);
- медали.

## Память
- Имя Геря Советского Союза А. З. Потапова носит МОУ Средняя общеобразовательная школа № 15 в станице Лысогорская Ставропольского края.

## Документы
- Общедоступный электронный банк документов «Подвиг Народа в Великой Отечественной войне 1941—1945 гг.» Дата обращения: 3 февраля 2013. Архивировано из оригинала 13 марта 2012 года.

Представление к званию Героя Советского Союза. Дата обращения: 3 февраля 2013. Архивировано 13 февраля 2013 года.
Указ Президиума Верховного Совета СССР о присвоении звания Героя Советского Союза. Дата обращения: 3 февраля 2013. Архивировано 13 февраля 2013 года.
Орден Красного Знамени (наградной лист и приказ о награждении). Дата обращения: 3 февраля 2013. Архивировано 13 февраля 2013 года.
Орден Александра Невского (наградной лист и приказ о награждении). Дата обращения: 3 февраля 2013. Архивировано 13 февраля 2013 года.
Орден Отечественной войны 2-й степени (наградной лист и приказ о награждении). Дата обращения: 3 февраля 2013. Архивировано 13 февраля 2013 года.
Орден Красной Звезды (наградной лист и приказ о награждении от 22.03.1943). Дата обращения: 3 февраля 2013. Архивировано 13 февраля 2013 года.
- Автобиография Александра Захаровича Потапова